# Rainbach im Mühlkreis
Rainbach im Mühlkreis är en ort och kommun i Österrike. Den ligger i distriktet Freistadt i förbundslandet Oberösterreich, 140 km väster om huvudstaden Wien. I nordväst gränsar kommunen till Tjeckien.
Kommunen består av 13 orter (Ortschaften) (inom parentes invånarantal 1 januari 2024):

- Apfoltern (112)
- Dreißgen (38)
- Eibenstein (146)
- Hörschlag (106)
- Kerschbaum (330)
- Labach (102)
- Rainbach im Mühlkreis (1 040)
- Sonnberg (154)
- Stadln (27)
- Stiftung (10)
- Summerau (753)
- Vierzehn (97)
- Zulissen (158)